# Joseph Bléziri
Joseph Bléziri, né le 1er janvier 1943 à Koblégnoa (sous-préfecture de Gagnoa), et mort le 5 août 2001 à Abidjan, est un footballeur international ivoirien. Il évoluait au poste d’attaquant.

## Biographie
Joseph Bléziri fait partie de la sélection ivoirienne qui se classe troisième de la Coupe d'Afrique des nations 1965 en Tunisie, puis à nouveau troisième de la Coupe d'Afrique des nations 1968 en Éthiopie. 
En 1966, sous les couleurs du Stade d'Abidjan, il devient champion d’Afrique en marquant le but victorieux en finale retour de la Coupe d’Afrique des clubs champions, remportée face à l'AS Real Bamako (1-3 puis 4-1). 
Il joue en France à partir de 1966. Il évolue avec le Sporting Club de Bastia de 1966 à 1969, puis avec l'AS Aixoise de 1969 à 1971. Il joue ensuite une saison avec l'US Toulouse, avant de retourner en Côte d'Ivoire jouer avec le Stade d'Abidjan.
Il dispute 20 matchs en Division 1 française, et 75 matchs en Division 2 française, pour 18 buts. 
Il inscrit 12 buts lors de la saison 1969-1970 de Division 2 avec l'AS Aixoise. Le 5 novembre 1969, il marque un doublé contre le club de Dunkerque. Par la suite, le 29 mai 1970, il inscrit un doublé contre le Stade de Reims.
Avec le Sporting Club de Bastia, il est champion de France de D2 en 1968, et atteint les quarts de finale de la Coupe de France en 1967, en étant battu par le FC Sochaux.
En 1968, Jo Bléziri commence la saison avec le S.É.C. Bastia, puis il profite d’une permission accordée par le club pour rejoindre provisoirement l’Africa Sports, club ivoirien qui participe alors à la Coupe d’Afrique des clubs champions.
Au premier tour, l’Africa Sports réussit à battre le Tout Puissant Englebert (2-0 / 4-4), club zaïrois (à cette époque) futur vainqueur de l’épreuve. Or, Bléziri est toujours officiellement sous contrat avec le Sporting Étoile Club Bastiais. Après réclamation du TP Englebert, l'Africa Sports est disqualifié.
Décédé dans l'anonymat en 2001 à l’âge de 58 ans, Jo Bléziri fait partie, avec notamment Laurent Pokou, des «anciennes gloires du football ivoirien» des années 1965-70.

## Clubs
- Stade d'Abidjan
- 1966-1969 :  SC Bastia
- 1969-1971 :  AS Aixoise
- 1971-1972 :  US Toulouse
- Stade d'Abidjan

## Palmarès
- Troisième de la Coupe d'Afrique des nations en 1965 et 1968 avec l'équipe de Côte d'Ivoire
- Vainqueur de la Coupe d’Afrique des clubs champions en 1966 avec le Stade d'Abidjan
- Champion de Côte d'Ivoire en 1962, 1964, 1965 et 1966 avec le Stade d'Abidjan
- Champion de France de D2 en 1968 avec le Sporting Club de Bastia

## Sources
- Marc BARREAUD, Dictionnaire des footballeurs étrangers du championnat professionnel français (1932-1997), éditions L'Harmattan, Paris, 1998, p. 131.